# 東神戸線
東神戸線（ひがしこうべせん）は、神戸市北区の阪神高速道路7号北神戸線付近から東灘区六甲アイランドの阪神高速道路5号湾岸線付近に至る計画された道路。地域高規格道路に指定されている。
神戸市は東神戸線の全体について「南北軸の容量は確保できている」「費用対効果が課題」と指摘しており、事業化に向けた動きはないが、東神戸線のうち阪神高速3号神戸線深江出入口付近から阪神高速道5号湾岸線魚崎浜出入口付近に至る、両線を接続する区間（「東神戸渡り線」）については、兵庫県が2019年3月に策定した「ひょうご基幹道路ネットワーク整備基本計画」では「構想路線」に位置づけられている。